# مایباخ اکسلرو
مایباخ اکسلرو (Maybach Exelero)  خودرویی تک ساخت سفارشی که توسط شرکت مایباخ (متعلق به شرکت دایملر آ گ) در سال ۲۰۰۵ برای شرکت تایر سازی فولدا ساخته شده‌است. قیمت این خودرو ۸ میلیون دلار است.اکسلرو درواقع توسط شرکت فولدا (زیرمجموعهٔ آلمانی گودیر) برای آزمایش لاستیک‌های جدید خود بنام «کارات اکسلرو» به مایباخ سفارش داده شده بود. شرط مهم فولدا برای این خودرو این بود که باید بتواند به سرعتی بیش از ۳۵۰ کیلومتر بر ساعت دست پیدا کند تا محدودیت‌های لاستیک‌ها آزمایش شود. فولدا اما در مورد وزن اکسلرو هیچ محدودیتی تعیین نکرد زیرا یک خودروی سنگین فشار بیشتری روی لاستیک‌ها وارد می‌کند و قابلیت‌های آن‌ها را بیشتر نشان می‌دهدمایباخ ۵۷ علاوه بر پلت‌فرم، قلب خود را هم به اکسلرو اهدا کرد. پیشرانهٔ ۵.۷ لیتری V12 توئین توربوی استاندارد این سدان فوق لوکس با تولید ۵۵۰ اسب بخار قدرت و ۹۰۰ نیوتن متر گشتاور مطمئناً بسیار قدرتمند بود اما برای رسیدن به سرعت موردنیاز فولدا، این پیشرانه به اصلاحاتی نیاز داشت تا قوی‌تر شود. برای شروع، حجم موتور به ۵.۹ لیتر افزایش پیدا کرد و سپس توربوشارژرها، رادیاتور و اینترکولرهای بزرگ‌تری روی آن نصب شدند. نتیجهٔ این تغییرات رسیدن خروجی موتور به اعداد فوق‌العادهٔ ۷۰۰ اسب بخار قدرت و ۱۰۲۰ نیوتن متر گشتاور بود که حتی امروزه هم چشمگیر هستند. برای انتقال این نیروی عظیم به چرخ‌های عقب نیز از همان گیربکس پنج سرعتهٔ اتوماتیک مایباخ ۵۷ استفاده شد.